# Coleodactylus
Coleodactylus – rodzaj jaszczurek z rodziny Sphaerodactylidae.

## Zasięg występowania
Rodzaj obejmuje gatunki występujące w Brazylii, Gujanie, Surinamie i Wenezueli. 

## Systematyka
Rodzaj zdefiniował w 1926 roku angielski zoolog i herpetolog Hampton Wildman Parker w artykule poświęconym neotropikalnym jaszczurkom, opublikowanym na łamach The Annals and magazine of natural history. Gatunkiem typowym jest (oryginalne oznaczenie) Coleodactylus meridionalis.

### Etymologia
Coleodactylus: gr. κολεον koleon ‘pochwa, osłona’; δακτυλος daktulos ‘palec’.

### Podział systematyczny
Do rodzaju należą następujące gatunki: 
- Coleodactylus brachystoma (Amaral, 1935)
- Coleodactylus elizae Gonçalves, Torquato, Skuk & Araújo Sena, 2012
- Coleodactylus meridionalis (Boulenger, 1888)
- Coleodactylus natalensis Freire, 1999
- Coleodactylus septentrionalis Vanzolini, 1980